# Castello dei Cavalieri di Malta (Umbria)
Il castello dei Cavalieri di Malta, o Badia, è un complesso fortificato ricordato fin dagli ultimi anni del secolo XII come hospitium, utilizzato dai viandanti che, lungo la Via Romeo Germanica, desideravano raggiungere Roma o Gerusalemme.

## Storia
I documenti più antichi che menzionano la struttura ospedaliera gestita dai cavalieri gerosolimitani risalgono al novembre 1171.
L'edificio si trova nel paese di Magione in via Cavalieri di Malta, 31, in provincia di Perugia, vicinissimo al lago Trasimeno, ed è stata la residenza estiva (di solito in settembre) del principe e gran maestro dell'Ordine di Malta, soprattutto dagli anni sessanta con fra Angelo de Mojana di Cologna e fra Andrew Willoughby Ninian Bertie.
Quando fu eretto era caratterizzato solo da due costruzioni collocate a "L", sovrastate da una torre campanaria. Successivamente fu ampliato fino a raggiungere una pianta quadrata, con un vasto cortile centrale, protetta da una cinta muraria con robusti torrioni agli angoli.
Nel Quattrocento si procedette alla definitiva trasformazione del complesso, ancora principalmente di tipo ospitaliero, in castello con l'aggiunta della torre rotonda, dei peducci, di un insieme di merli a coronamento della parte fortificata e di una corte loggiata. Le fastose stanze del primo piano dimostravano che l'antico hospitium ormai aveva assunto gli elementi distintivi di una nobile dimora, pur conservando particolari protettivi e disponibilità di ospitare i pellegrini.
Insieme agli appartamenti dei religiosi, ai locali di servizio e alloggio, riconducibili alle radicali modifiche quattrocentesche attribuite all'architetto bolognese Fioravante Fioravanti che aveva operato presso la cattedrale di San Lorenzo e la Porta di Sant'Angelo a Perugia, l'antica badia naturalmente annoverava tra le sue mura una cappella, dedicata a san Giovanni Battista, patrono dei cavalieri di Malta, con interessanti affreschi della scuola del Pinturicchio (una Natività e la Madonna con Bambino e Santo). Fu il cardinale Giovanni Battista Orsini, titolare della commenda sull'abbazia, a volere, nel 1502, la realizzazione dei dipinti.
"La Badia" fu sempre un significativo luogo di sosta per papi, sovrani e autorevoli personaggi che transitavano lungo la Via Francigena e l'ospitalità dei cavalieri era sempre confortevole e puntuale.

### Congiura della Magione
Il castello conobbe una vasta notorietà per una truce vicenda verificatasi nelle sue stanze, la Congiura della Magione, descritta da Niccolò Machiavelli ne Il Principe. Si trattò di una cospirazione contro Cesare Borgia, tramata, nel 1502 dai suoi medesimi cobelligeranti. Il "Duca Valentino" voleva fissare a Bologna la capitale del ducato di Romagna, appena costituito, e questo preoccupò molto Oliverotto da Fermo, Vitellozzo Vitelli, Giampaolo Baglioni, Paolo Orsini e Antonio Giordano che, con altri, si ritrovarono nel maniero magionese, nell'appartamento del cardinale Giovanni Battista Orsini, per congetturare una strategia di difesa, tramite un'alleanza con i Da Montefeltro, i Medici e la repubblica di Venezia contro il Borgia per difendere i Bentivoglio. Il fatto si risolse in modo tragico per quasi tutti i congiurati, a favore di Cesare.

## Destinazione d'uso
Il Castello, oggetto di restaurato, è al centro di una vasta tenuta agricola e vitivinicola. Dietro prenotazione, è possibile visitare alcune sale del Castello e la cappella. Il chiostro e il negozio sono aperti al pubblico.
In estate, i suoi spazi ospitano il Trasimeno Music Festival, manifestazione musicale che si tiene con cadenza annuale, animata dalla pianista canadese Angela Hewitt, che possiede un'abitazione in località San Savino di Magione.

Lo stemma dei cavalieri di Malta
Il vessillo dei cavalieri di Malta